# Nelo Vingada
Eduardo Manuel Martinho „Nelo” Vingada (ur. 30 marca 1953) – portugalski trener piłkarski. Na początku 1994 roku przez cztery miesiące był selekcjonerem reprezentacji Portugalii, w latach 1991–1996 prowadził z sukcesami jej drużynę młodzieżową.

## Kariera piłkarska
Był zawodnikiem CF Os Belenenses, Atlético CP i FC Tirense.

## Kariera trenerska
Pracę szkoleniową zaczynał w CF Os Belenenses i FC Tirense. Przez pięć lat był asystentem Carlosa Queiroza w reprezentacji Portugalii U-21, która w 1989 i 1991 roku triumfowała w mistrzostwach świata. W 1991 Queiroz odszedł do pierwszej reprezentacji, a swoje obowiązki w drużynie młodzieżowej przekazał Vingadzie, który był jej selekcjonerem w latach 1991–1996, z krótką przygodą (na początku 1994 roku) z reprezentacją A.
W 1996 roku przyjął propozycję Saudyjskiego Związku Piłki Nożnej i został trenerem narodowej kadry Arabii Saudyjskiej. Mimo zdobycia z nią mistrzostwa Azji oraz wywalczenia awansu do Mistrzostw Świata 1998, na pół roku przed Mundialem został zwolniony.
Powrócił do Portugalii i najpierw krótko pracował w Benfice Lizbona, a od 1999 roku przez cztery lata bez większych sukcesów prowadził CF Maritimo. Później wyjechał do Egiptu i z Zamalkiem Kair zdobył mistrzostwo kraju.
Od 2004 roku pracował w Académice Coimbra, Wydad Casablanca z Maroka, a od sierpnia 2007 roku był selekcjonerem reprezentacji Jordanii. W lutym 2009 został trenerem klubu Persepolis F.C., był nim tylko do maja tego samego roku. Od obecnego sezonu jest szkoleniowcem portugalskiej drużyny Vitória SC.

## Sukcesy trenerskie
- III miejsce na MŚ'95 oraz IV miejsce na Igrzyskach Olimpijskich 1996 z portugalską młodzieżówką
- Puchar Narodów Azji 1996 oraz awans do mistrzostw świata 1998 z reprezentacją Arabii Saudyjskiej
- mistrzostwo Egiptu 2004 z Zamalkiem Kair